# Ali Mohammed an-Nimr
Ali Mohammed Baqir an-Nimr (arabisch علي محمد باقر النمر, DMG ʿAlī Muḥammad Bāqir an-Nimr; geboren am 20. Dezember 1994) ist ein Bürger Saudi-Arabiens, der hingerichtet werden sollte, weil er 2012 im Alter von 17 Jahren an Protesten gegen das repressive Regime des Hauses Saud im Rahmen des Arabischen Frühlings teilgenommen hatte. Er wurde von der Polizei festgenommen. Im Rahmen der Abschaffung der Todesstrafe für Minderjährige in Saudi-Arabien wurde seine Strafe in eine Haft von zehn Jahren umgewandelt. Im Oktober 2021 wurde an-Nimr freigelassen.
Ali Mohammed an-Nimr ist ein Neffe des Anfang 2016 hingerichteten schiitischen Klerikers und Menschenrechtlers Nimr an-Nimr.

## Leben
Ali an-Nimr wurde am 14. Februar 2012 in das Untersuchungsgefängnis in Dammam gebracht. Sein gesamtes Verfahren wurde geheim gehalten, Kontakt zu einem Anwalt wurde ihm verweigert und er ist regelmäßigen Verhören unterzogen worden, um ihn dazu zu zwingen, ein „Geständnis“ zu unterzeichnen. 13 Richter hatten die Exekution beschlossen, es fehlte nur noch die Zustimmung des Königs Salman. Laut BBC hatte die saudische Presse berichtet, dass an-Nimr Volksverhetzung, Verletzung der Loyalität gegenüber dem König, Teilnahme an Unruhen mit Molotowcocktails gegen Sicherheitskräfte, Drogendelikte und „andere Verbrechen“ zur Last gelegt worden seien.
Ali an-Nimr sollte gekreuzigt werden. Bei dieser besonderen Art der Todesstrafe wird in Saudi-Arabien der Verurteilte zuerst geköpft, dann wird der Kopf wieder angenäht und die Leiche für mehrere Stunden öffentlich am Kreuz zur Schau gestellt. Die Exekution kann rechtlich jederzeit in Geheimhaltung auch vor seiner Familie passieren.
Am 23. September 2015 lehnte das Gericht in Jeddah sein Gnadengesuch ab. Sein Vater Muhammad an-Nimr bat König Salman um Gnade. Die Frankfurter Allgemeine Zeitung vermutet, dass die Härte des Urteils mit der Stellung seines Onkels, Nimr an-Nimr, zu tun hat. Bei diesem handelte es sich um einen „populären schiitischen Prediger im Rang eines Ajatollah und Anführer der schiitischen Protestbewegung“ im östlichen Saudi-Arabien.
Menschenrechtsorganisationen wie Amnesty International forderten die Aufhebung der Todesstrafe, ebenso die französische Regierung. Das Kollektiv Anonymous legte am 26. September 2015 aus Protest mehrere Websites der saudischen Regierung lahm. Ende September 2015 erklärten Menschenrechtsexperten der Vereinten Nationen, die saudische Regierung habe sich international verpflichtet, an-Nimr zu verschonen: Ausspruch und Vollstreckung von Todesstrafen bei Personen, die zum Zeitpunkt ihrer Tat Kinder waren, seien unvereinbar mit der von Saudi-Arabien ratifizierten UN-Kinderrechtskonvention.